# Stadtbad Auf der Bleiche

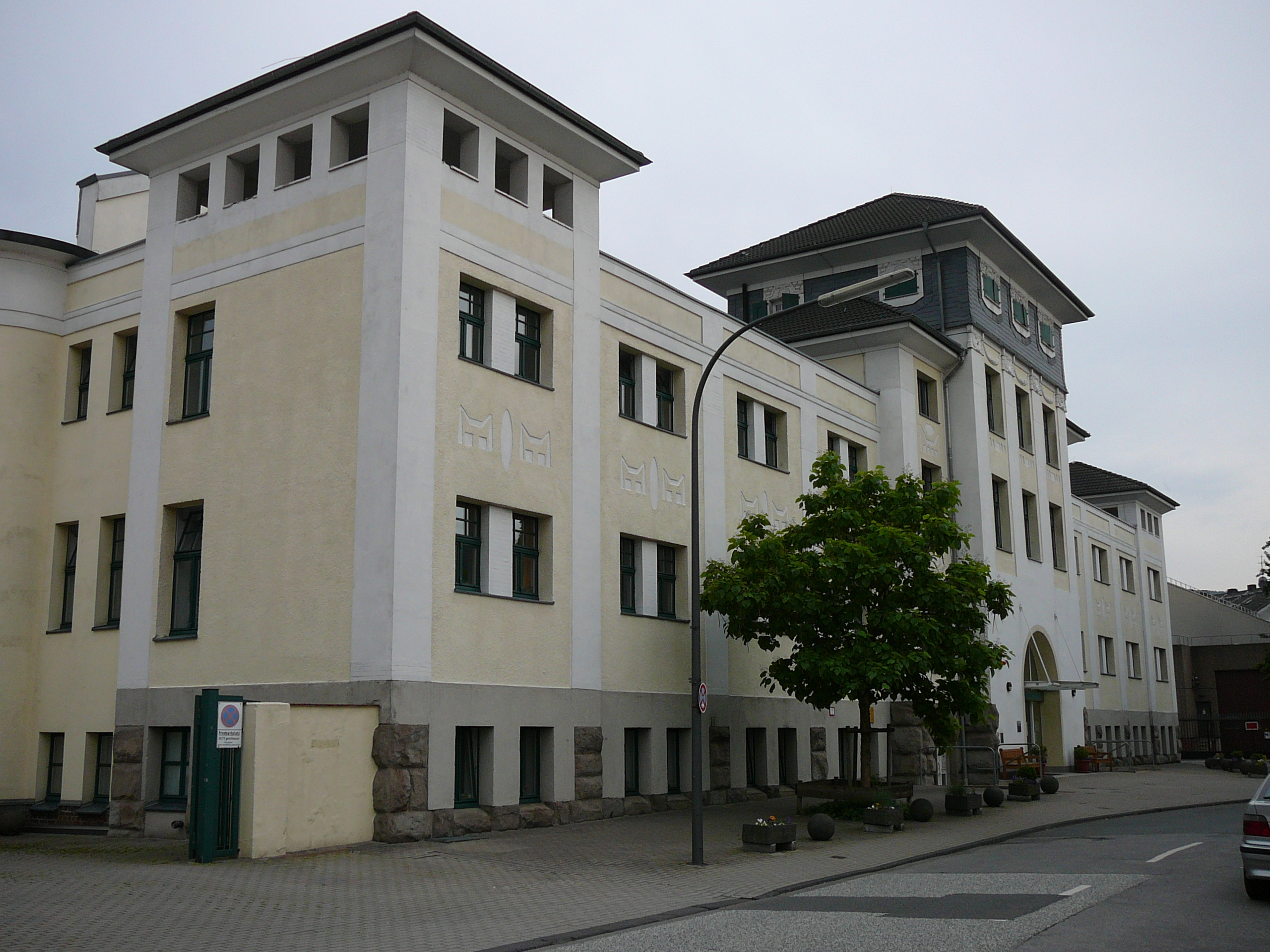
Auf der Bleiche

Das Stadtbad Auf der Bleiche ist ein erhaltenes historisches Stadtbad im Wuppertaler Stadtbezirk Heckinghausen. Das Gebäude ist als Baudenkmal in der Denkmalliste der Stadt Wuppertal eingetragen.
Das Gebäude bestand aus zwei nach Geschlechtern getrennten Schwimmhallen und einem davor liegenden Eingangsbereich. Außer dem Stadtbad Kleine Flurstraße ist es das einzige öffentliche Hallenbad im Stadtgebiet, das vor dem Krieg errichtet wurde und heute noch erhalten ist.

## Geschichte
Das Gebäude wurde 1908 von dem Stadtbaumeister Paul Eduard Freygang unter der Beteiligung von Stadtbaurat Carl Winchenbach und des Architekten Julius Dicke erbaut. Während des Zweiten Weltkriegs wurden 1943 das Dach, das Tonnengewölbe und die Innenausstattung des ehemaligen Herrenschwimmbeckens im nördlichen Flügel zerstört. Der Gebäudeflügel wurde lediglich provisorisch überdacht. Das Damenbad hatte sich im Laufe der Zeit wenig geändert und wurde bis zum 30. Juni 1992 genutzt. Ursprünglich war das Damenbad kleiner und weniger prunkvoll als das Herrenbad.
Ende der 1980er Jahre wurden die Wannenräume im Herrenbad zu einer Mehrzweckhalle umgebaut und örtlichen Turnvereinen zur Verfügung gestellt. Die Renovierung des ehemaligen Herrenbades erschien zu teuer, später musste auch der Betrieb des ehemaligen Damenbads eingestellt werden.
Am 22. Juli 1992 erfolgte die Anerkennung als Baudenkmal. 1997 wurde das Gebäude zu einem Altenheim des Lazarus Hilfswerks umgebaut, die ehemalige Nutzung als Hallenbad ist nicht mehr erkennbar. Zunächst sollten die beiden Gebäudeflügel mit dem Damen- und Herrenbad abgerissen werden, aber es wurde entschieden die Fassade zu erhalten.

## Trivia
Im Film Manta Manta existiert eine Szene, die vor dem Stadtbad gedreht wurde. Bertie (Til Schweiger) und Gerd (Stefan Gebelhoff) schieben hier den defekten Manta vor sich her.